# Henning Mühlleitner
Henning Bennet Mühlleitner (* 15. Juli 1997 in Emmendingen) ist ein deutscher Schwimmsportler.

## Werdegang
Mühlleitner gewann bei den als Jugendeuropameisterschaften ausgetragenen Europaspielen 2015 in Baku die Bronzemedaille über 800 m Freistil und in der 4 × 200-m-Freistilstaffel.
Bei den Europameisterschaften 2018 wurde Mühlleitner in der Mixed-Staffel über 4 × 200 m Freistil zusammen mit Jacob Heidtmann, Reva Foos und Annika Bruhn Europameister. Außerdem gewann er bei den Europameisterschaften 2018 in Glasgow die Bronzemedaille über 400 m Freistil. Nach einer Knieoperation und aufgrund einer Bakterienerkrankung verpasste er die Weltmeisterschaften 2019.
Im Juli 2021 qualifizierte er sich als Vorlaufschnellster für das Finale der Olympischen Sommerspiele in Tokio über 400 m Freistil. Im Finale belegte er zeitgleich mit dem Österreicher Felix Auböck den vierten Platz.
Mühlleitner studiert Wirtschaftsinformatik an der Hochschule Heilbronn.